# Tadzio (photographe)
 (juin 2014).
Si vous disposez d'ouvrages ou d'articles de référence ou si vous connaissez des sites web de qualité traitant du thème abordé ici, merci de compléter l'article en donnant les références utiles à sa vérifiabilité et en les liant à la section « Notes et références ».
Pour les articles homonymes, voir Tadzio.
Tadzio, né en 1975, est un artiste contemporain français.

## Expositions personnelles
- The isle, Gallery 508, décembre 2024 - février 2025, Séoul
- Matrice, galerie Jean Brolly, octobre - novembre 2019, Paris
- Hippocampe, les Tanneries, juin 2019, Amilly
- In between, Gallery Cozy , mai-juin 2017, Seoul[1]
- Lumière noire, Maison Européenne de la Photographie, avril 2016, Paris[2],[3]
- Tokyo Flow, galerie Jean Brolly, mai 2014, Paris[4]
- Vidéos, « la galerie » Air France A380, avril 2012
- A Figure in Motion, galerie Jean Brolly, avril 2011, Paris[5]
- Rémanence, Xippas gallery, avril-mai 2009, Athènes[6]
- Passage, galerie Jean Brolly, décembre 2008, Paris[7]
- Rémanence, institut français de Munich, novembre – décembre 2008, Munich
- Tadzio, photographies, l’atelier c/o galerie Jean Brolly, janvier 2008, Paris
- Tadzio, photographies, galerie Premier Regard, septembre-octobre 2006, Paris
- Dans l'ombre du Corso, mars 2005, Mairie du Lavandou

## Expositions collectives
- Conditions de lumière, avec l’ensemble CAIRN, Théâtre de Vanves, décembre 2018, Vanves
- Conditions de lumière, avec l’ensemble CAIRN, Scène Nationale d’Orléans, novembre 2018, Orléans
- TAKI 183, mai 2018, Paris
- Arte y cine (Commissaire : Dominique Païni), Caixa Forum, mai – aout 2017, Madrid[8]
- Arte y cine (Commissaire : Dominique Païni), Caixa Forum, décembre 2016 – mars 2017, Barcelona
- L’effet Vertigo, MAC VAL, 2015-2016, Vitry-sur-Seine[9]
- VIDEO VIDEO, festival de vidéo en Bourgogne (4e édition), 13-14 juillet 2013
- Saison video #36, www.saisonvideo.com, 2012
- La nuit blanche, 6 octobre 2012, Paris[10]
- La nuit de l’image, musée de l’Élysée, 24 juin 2011, Lausanne, Suisse[11]
- Dialogue des civilisations, Zhejiang art museum, septembre 2010, Hangzhou, Chine
- Fragmentations urbaines (Armelle Caron, François Mazabraud, Marion Orel, Tadzio), Commissaire : Adrien Pasternak & Aurélie Didier, galerie 64bis, juin - juillet 2010, Paris
- S x S dans R (4e volet), Curator : Adrien Pasternak, galerie Dohyang Lee, novembre 2009 - janvier 2010, Paris
- Carte blanche à la galerie Jean Brolly, École des Beaux-Arts, 20 avril - 20 mai 2009, Rennes
- Rémanence, installation réalisée avec Marie de la Presle (écrivain) au cinéma Le Balzac, juin-juillet 2008, Paris
- Biennale internationale de l’image, avril 2008, Nancy
- Corps de ville, Biennale de « photographie et architecture » #2, La Cambre Architecture, mars 2008, Bruxelles
- Salon d'art contemporain de Montrouge, avril - mai 2007, Montrouge
- Art Metz, 20-23 avril 2007, Metz
- Mois de la photo Off / FêtArt, novembre 2006, Paris
- Jeune Création, septembre 2006, Paris